# Clinton-Washington Avenues (linea IND Crosstown)
Clinton-Washington Avenues è una fermata della metropolitana di New York situata sulla linea IND Crosstown. Nel 2019 è stata utilizzata da 1 609 332 passeggeri. È servita dalla linea G, attiva 24 ore su 24.

## Storia
La stazione fu aperta il 1º luglio 1937.

## Strutture e impianti
La stazione è sotterranea, ha due banchine laterali e due binari. È posta al di sotto di Lafayette Avenue e possiede quattro ingressi, due all'incrocio con Washington Avenue e due all'incrocio con Clinton Avenue.

## Interscambi
La stazione è servita da alcune autolinee gestite da NYCT Bus.
- Fermata autobus